# Carl Heinz Kurz
Carl Heinz Kurz (* 26. November 1920 in Zellerfeld; † 11. Februar 1993 in Bovenden) war ein deutscher Schriftsteller.

## Leben und Wirken
Kurz studierte unter anderem in Prag und Nottingham. Danach war er als Lehrer tätig und arbeitete ab den 1950er Jahren auch als Schriftsteller, wobei er sich besonders religiösen Themen widmete, die er aus der Perspektive eines reformierten Christen behandelte. Im Brunnen Verlag veröffentlichte er in der damals populären Reihe Zeugen des lebendigen Gottes mehrere Biografien exponierter christlicher Persönlichkeiten, darunter des Japaners Kagawa Toyohiko, des Geistlichen und Pädagogen Johann Friedrich Oberlin, des Ordensgründers Franz von Assisi und des irischen Philanthropen Thomas John Barnardo.
Ab Anfang der 1970er Jahre wurde aus dem Autor christlicher Themen zunehmend ein Reiseschriftsteller, der sämtliche Kontinente besuchte und darüber in Büchern wie Asiatische Miniaturen, Amerikanische Impressionen, Australische Silhouetten und Afrikanische Reminiszenzen berichtete.
Carl Heinz Kurz war stark an Fragen der zeitgenössischen deutschen Literatur interessiert. Sein Buch Dichterporträts behandelt die Lyriker Adolf Georg Bartels, Wilhelm Fredemann und Rudolf Otto Wiemer. Das Buch Poetenbilder widmet sich Karl Heinz Bolay, Peter Coryllis und Hajo Knebel. In zahlreichen von Kurz herausgegebenen Anthologien wollte er dem Leserpublikum Neuentdeckungen vorstellen. So findet sich in seiner Anthologie Zwischen allen Gleisen 1978 die erste literarische Veröffentlichung von Volker Zotz.
1977 fand Kurz auf der Suche nach dem Theologen und Schriftsteller Hans Dittmer in Göttingen dessen Sohn Hans Otfried Dittmer, welcher ihn nach einigen gemeinsamen Projekten mit dem Gauke Verlag zusammenbrachte, bei dem Kurz eine große Anzahl an Büchern und Reihen veröffentlichte, vorwiegend als Herausgeber.
Auf seinen Reisen und durch seine Studien lernte Kurz die japanische Lyrik kennen, deren Formen Haiku, Tanka und Haibun er für die deutsche Literatur fruchtbar machen wollte. Er legte in dieser Richtung zahlreiche Lyrikbände vor, u. a. 1985 Auf überschattetem Pfad. Eine langjährige literarische Freundschaft verband ihn mit dem Literaturwissenschaftler Yukio Kotani. Kurz war wesentlich daran beteiligt, die Deutsche Haiku Gesellschaft ins Leben zu rufen. Der „Gründer war der Schriftsteller, Gelehrte und Weltreisende Carl Heinz Kurz. Er hatte – den Namen seines Ferienhauses im Harz wählend – auch einen ‚Haiku-Preis im Eulenwinkel’ gestiftet.“

## Werke (Auswahl)
- Nicolaus Ludwig Zinzendorf. Bruder unter Brüdern. Brunnen-Verlag, Giessen 1955.
- Johan Hus. Ein Vorkämpfer der Reformation. Brunnen-Verlag, Giessen 1956.
- Schlägel und Eisen. Die Auersche Chronik. 7teilige Familiengeschichte. Gauke Verlag, Hann. Münden 1982, ISBN 978-3-87998-048-2.
- Relationship to reality and philosophical tendencies in German-language literature. Alta Napa Press Publ. Calistog 1983, ISBN 978-3-88996-029-0.
- „… zerriss ich Hemd mir und Rock …“: Lesung in Wittlichs Synagoge; ein deutscher Text in 33 Sprachen. Verlag zum Halben Bogen, Göttingen 1987, ISBN 978-3-88996-138-9.
- Der Tod von Spirit Rock. Senryu- und Tanka-Reihungen. Verlag Graphicum, Göttingen 1988, ISBN 978-3-88996-197-6.